# Leigné-sur-Usseau
Leigné-sur-Usseau település Franciaországban, Vienne megyében. Lakosainak száma 453 fő (2022. január 1.). Leigné-sur-Usseau Mondion, Saint-Gervais-les-Trois-Clochers, Usseau és Vellèches községekkel határos.

## Népesség
A település népességének változása:
| Lakosok száma | 494  | 503  | 492  | 475  | 461  | 465  | 462  | 456  | 453  |
|               | 2013 | 2015 | 2016 | 2017 | 2018 | 2019 | 2020 | 2021 | 2022 |